# Fußball-Globus

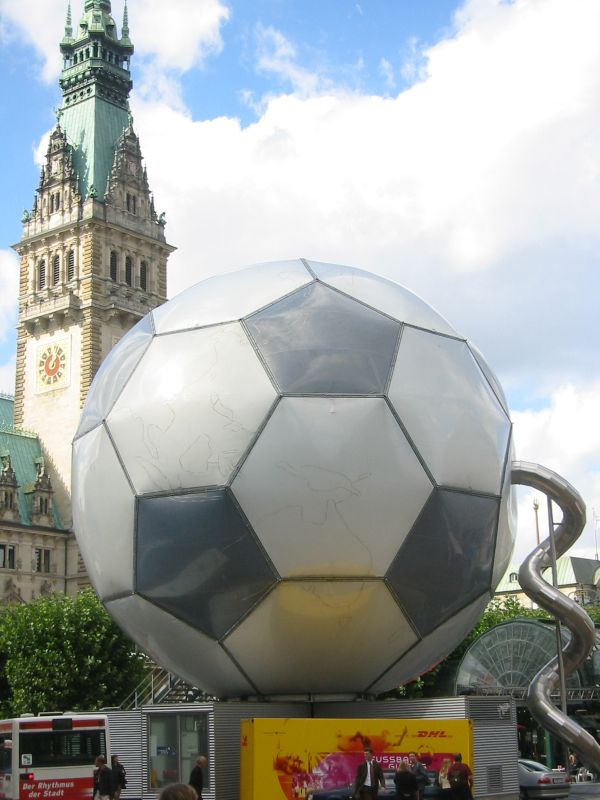
Der Fußball-Globus (in Hamburg)

Der Fußball-Globus - FIFA WM 2006 war ein Kunst- und Kulturobjekt im Rahmen des Kulturprogramms der Fußball-Weltmeisterschaft 2006 in Deutschland. Für die Durchführung des Kunst- und Kulturprogramms stellte die Bundesregierung Zuwendungen in Höhe von insgesamt 30 Millionen Euro zur Verfügung. Erfunden wurde der Fußball-Globus vom Künstlers André Heller, das Projekt wurde von Christian Bauer realisiert, unter Mitwirkung der Firmen Mero - TSK International (Stahlbau), Firma Lightlife - Gesellschaft für audiovisuelle Erlebniss mbh (Lichtplanung) und der Designagentur 3deluxe (Innen- und Medienarchitektur).
In der Form eines Fußballs gehalten, wurden bei Dunkelheit die Umrisse der Kontinente oder andere Motive auf seiner Außenhaut illuminiert. Neben multimedialen Präsentationen fanden im inneren Veranstaltungen wie Dichterlesungen, Vorträge und Diskussionsrunden mit Fußballbezug statt.
Vom 12. September 2003 bis zum Beginn der Weltmeisterschaft war der Globus nacheinander in allen 12 Austragungsorten zu sehen.
Der Fußball-Globus war ab dem 10. Februar 2005 auch Motiv einer deutschen Briefmarke.
Im Juli 2006 war der Globus auseinandergebaut worden und wurde in einer Lagerhalle in Hamburg eingelagert. Im Juli 2009 wurde der Globus auf der Internetauktionsplattform eBay von einem Hamburger Unternehmer ersteigert.

## Stationen
| Zeitraum          | Stadt             | Standort                  |
| ----------------- | ----------------- | ------------------------- |
| 12.09.–03.11.2003 | Berlin            | Pariser Platz             |
| 02.12.–09.02.2004 | Frankfurt am Main | Opernplatz                |
| 09.03.–17.05.2004 | Köln              | Offenbachplatz            |
| 15.06.–02.08.2004 | Leipzig           | Markt                     |
| 31.08.–08.11.2004 | Hamburg           | Rathausmarkt              |
| 05.12.–25.01.2005 | Gelsenkirchen     | Heinrich-König-Platz      |
| 22.02.–18.04.2005 | Dortmund          | Friedensplatz             |
| 17.05.–19.06.2005 | Kaiserslautern    | Alter Theaterplatz        |
| 19.07.–04.09.2005 | Nürnberg          | Hauptmarkt                |
| 11.10.–04.12.2005 | Hannover          | Steintorplatz             |
| 09.01.–12.02.2006 | Stuttgart         | Ehrenhof im neuen Schloss |
| 14.03.–07.05.2006 | München           | Marienhof                 |
| 01.06.–09.07.2006 | Berlin            | Pariser Platz             |

## Galerie

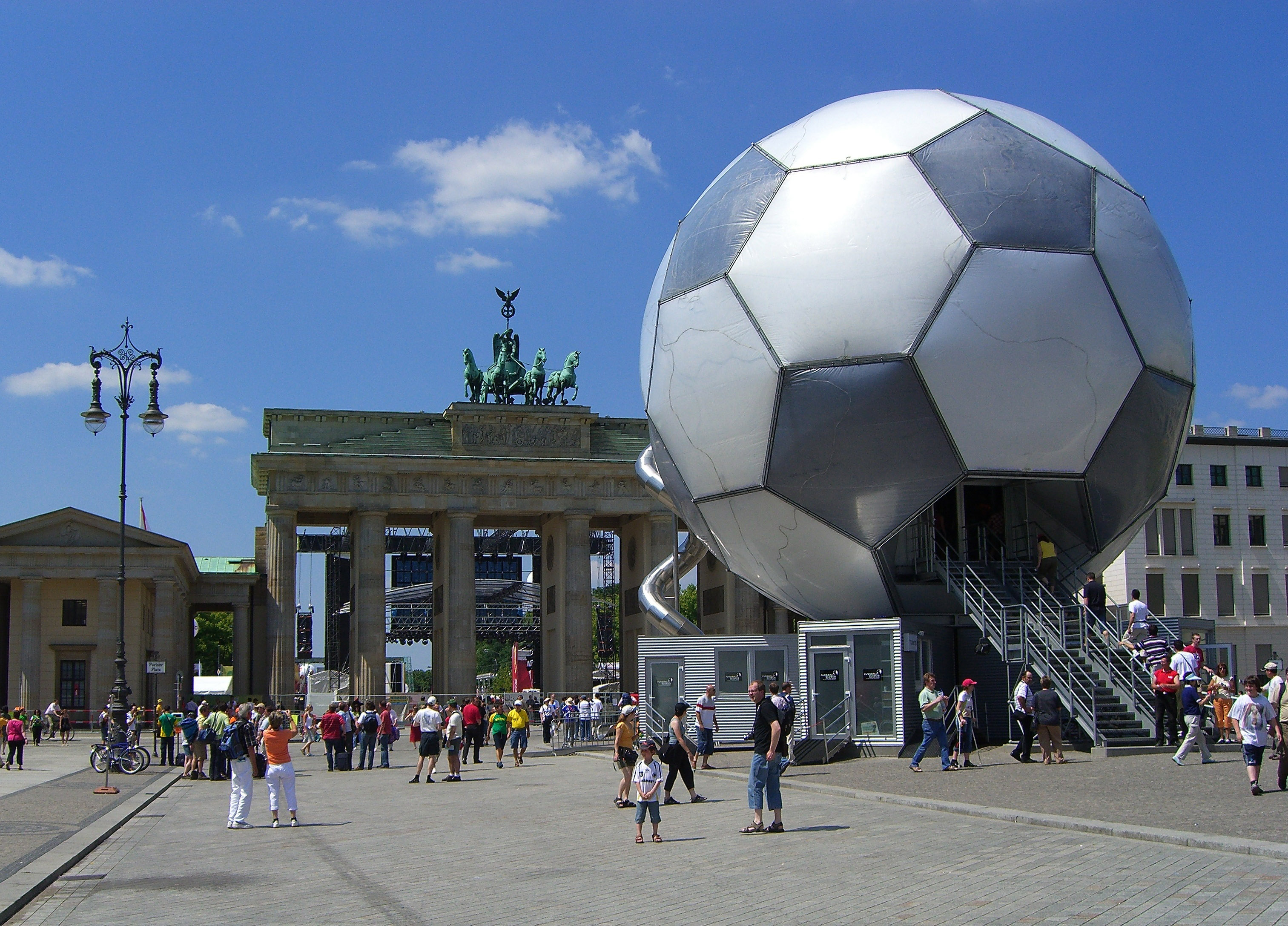
Der Fußball-Globus vor dem Brandenburger Tor in Berlin
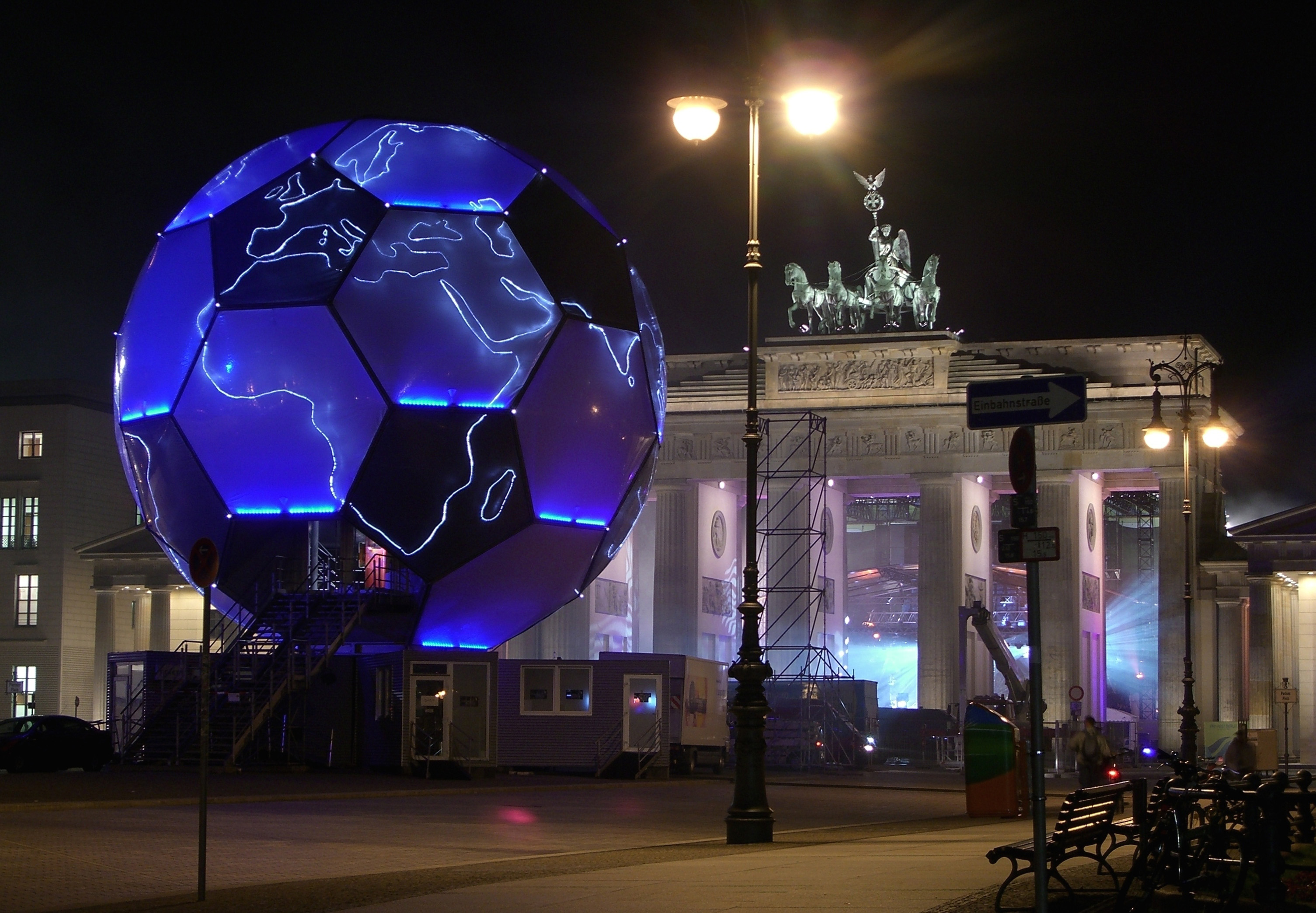
… bei Nacht in Berlin
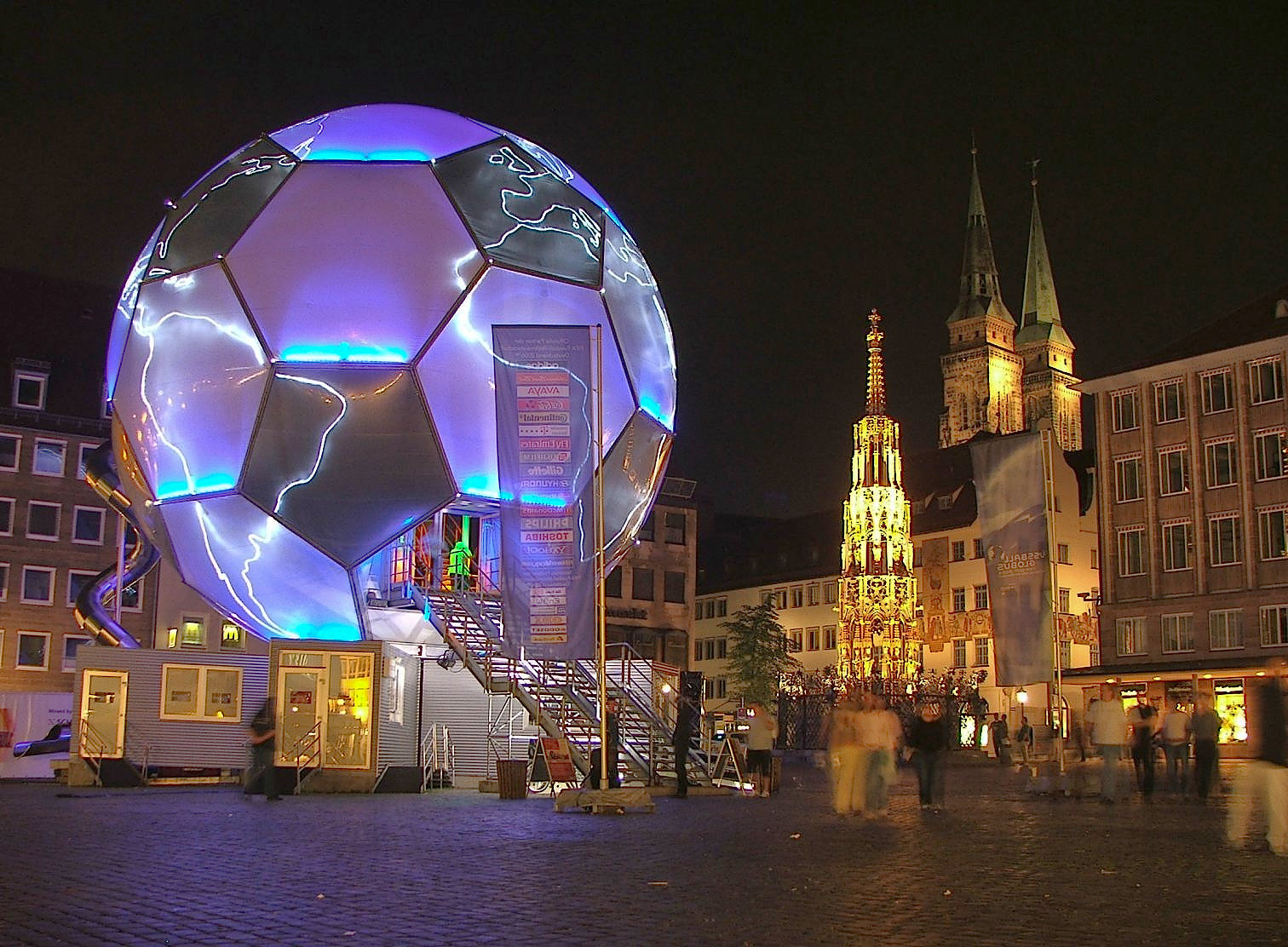
… bei Nacht in Nürnberg
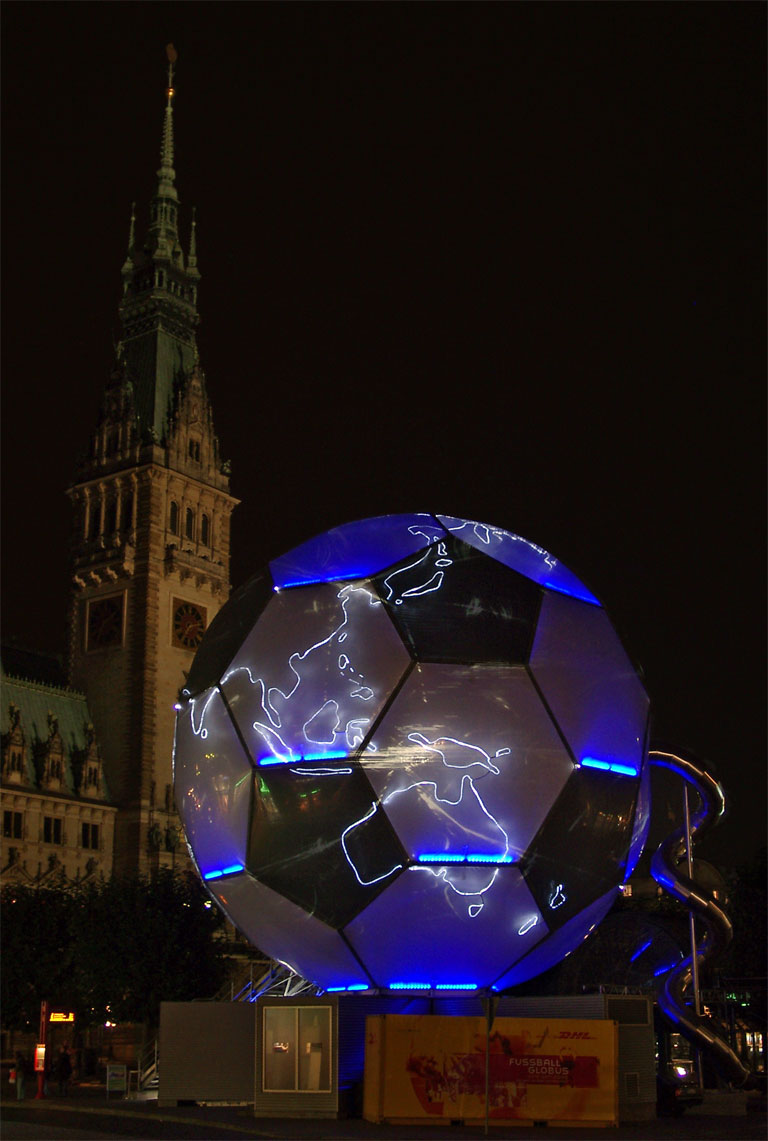
… bei Nacht in Hamburg
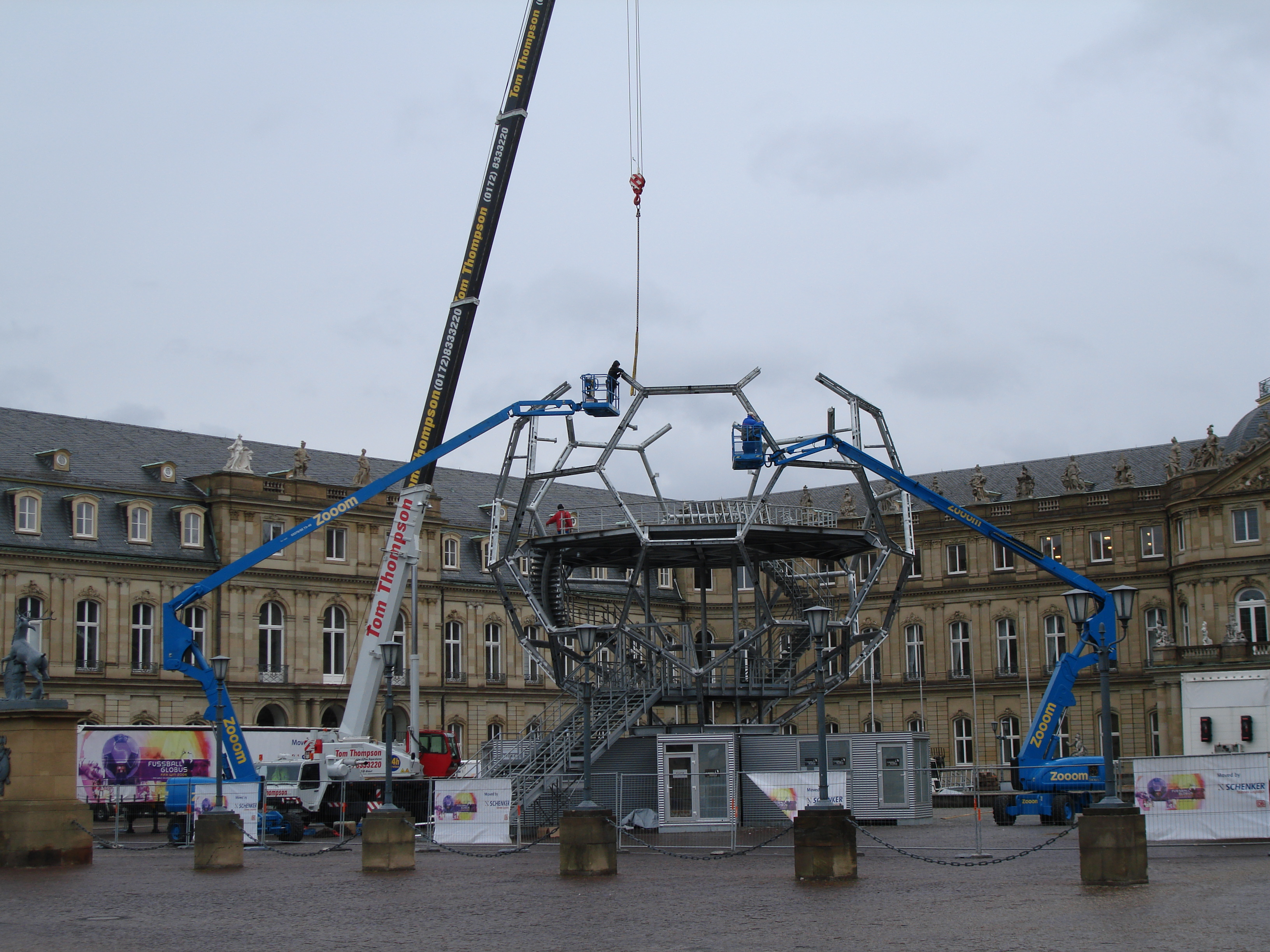
Stützkonstruktion des Fußball-Globus (hier zu sehen beim Abbau in Stuttgart)